# Turkiestańska Organizacja Wojskowa
Turkiestańska Organizacja Wojskowa (ros. Туркестанская военная организация, TWO), inna nazwa Turkiestański Związek Walki z Bolszewizmem – konspiracyjna organizacja wojskowa białych podczas wojny domowej w Rosji
Na początku lutego 1918 r. do Turkiestanu przedostał się z Persji oddział płk. Iwana M. Zajcewa. 14 lutego tego roku starł się w rejonie stacji kolejowej Rostowcewo z oddziałem bolszewickim pod dowództwem byłego praporszczyka Konstantina P. Osipowa. Konstantin P. Osipow został wkrótce komisarzem wojskowym Turkiestańskiej Autonomicznej Radzieckiej Republiki Socjalistycznej. Na początku sierpnia w Taszkencie powstała konspiracyjna Turkiestańska Organizacja Wojskowa. Na jej czele stanęli biali oficerowie: ppłk Piotr G. Korniłow (brat gen. Ławra G. Korniłowa), płk I. M. Zajcew, gen. lejt. L.L. Kondratowicz, gen. J.P. Dżunkowski i ppłk Bławatski. Przygotowywała ona wybuch powstania antybolszewickiego. Korzystała z pomocy agentów służb specjalnych państw alianckich, przede wszystkim Wielkiej Brytanii, których centrum było ulokowane w Meszhedzie w północnej Persji. Pierwotnie rozpoczęcie powstania planowano już na sierpień, ale ostatecznie przesunięto datę na pocz. 1919 r. W organizacji działali generałowie L. L. Kondratowicz, Łastoczkin, Gordiejew, Pawłowski, pułkownicy Rudniew, Cwietkow, Butenin, Sawicki, Oraz-Chan-Sardar, I. W. Zajcew, Kryłow, Liebiediew, Aleksandrow, podpułkownicy Bławatski, P. G. Korniłow, Iwanow, oficerowie niższych stopni Gaginski, Striemkowski, Feldberg, a ponadto inż. Nazarow, agent brytyjskiego wywiadu Tiszkowski, eser Aszur Chodżajew. Do organizacji przystąpił tajnie również K. P. Osipow. Wokół TWO zgromadziły się wszystkie antybolszewickie siły Turkiestanu – kadeci, mienszewicy, eserzy, nacjonaliści, basmacze, duchowieństwo muzułmańskie, b. urzędnicy carskiej administracji. Sztab organizacji nawiązał kontakt z atamanem Kozaków orenburskich Aleksandrem I. Dutowem, dowódcą Armii Ochotniczej gen. Antonem I. Denikinem, przywódcami kazachskiej Ałasz Ordy, władzami Emiratu Buchary i zakaspijskimi białogwardzistami. Podpisano umowę z gen. Wilfridem Mallesonem, przedstawicielem Wielkiej Brytanii na obszar Azji Środkowej, dzięki czemu uzyskano pomoc w postaci 100 mln rubli, 16 dział górskich, 40 karabinów maszynowych, 25 tys. karabinów ręcznych i dużej ilości wyposażenia wojskowego. Jednakże w październiku 1918 r. Sowieci wpadli na trop TWO, wprowadzając do niej następnie swoich agentów. W rezultacie większość przywódców zbiegła z Taszkentu na prowincję, a niektórzy zakonspirowali się. Pomimo tego 27 grudnia utworzono Komitet Tymczasowy na czele z K. P. Osipowem. 19 stycznia 1919 r. rozpoczął on w Taszkencie powstanie antybolszewickie, na czele którego stanął K. P. Osipow. Po jego załamaniu się 21 stycznia, uczestnicy zbiegli z miasta, organizując Taszkiencki Oficerski Oddział Partyzancki (101 ludzi). Od marca 1919 r. działał on w Kotlinie Fergańskiej, a następnie w rejonie Buchary.